# Achyranthemum
 Achyranthemum  N.G.Bergh, 2019 è un genere di piante angiosperme dicotiledoni della famiglia delle Asteraceae (sottofamiglia Asteroideae, tribù Gnaphalieae e sottotribù Gnaphaliinae).

## Etimologia
Il genere botanico Achyranthemum deriva dal greco antico "akyron", che significa "spina" e "anthos", che significa "fiore".
Il nome scientifico del genere è stato definito dal botanico Nicola Georgina Bergh nella pubblicazione " South African Journal of Botany. Pretoria" (S. African J. Bot. 125: 440) del 2019.

## Descrizione

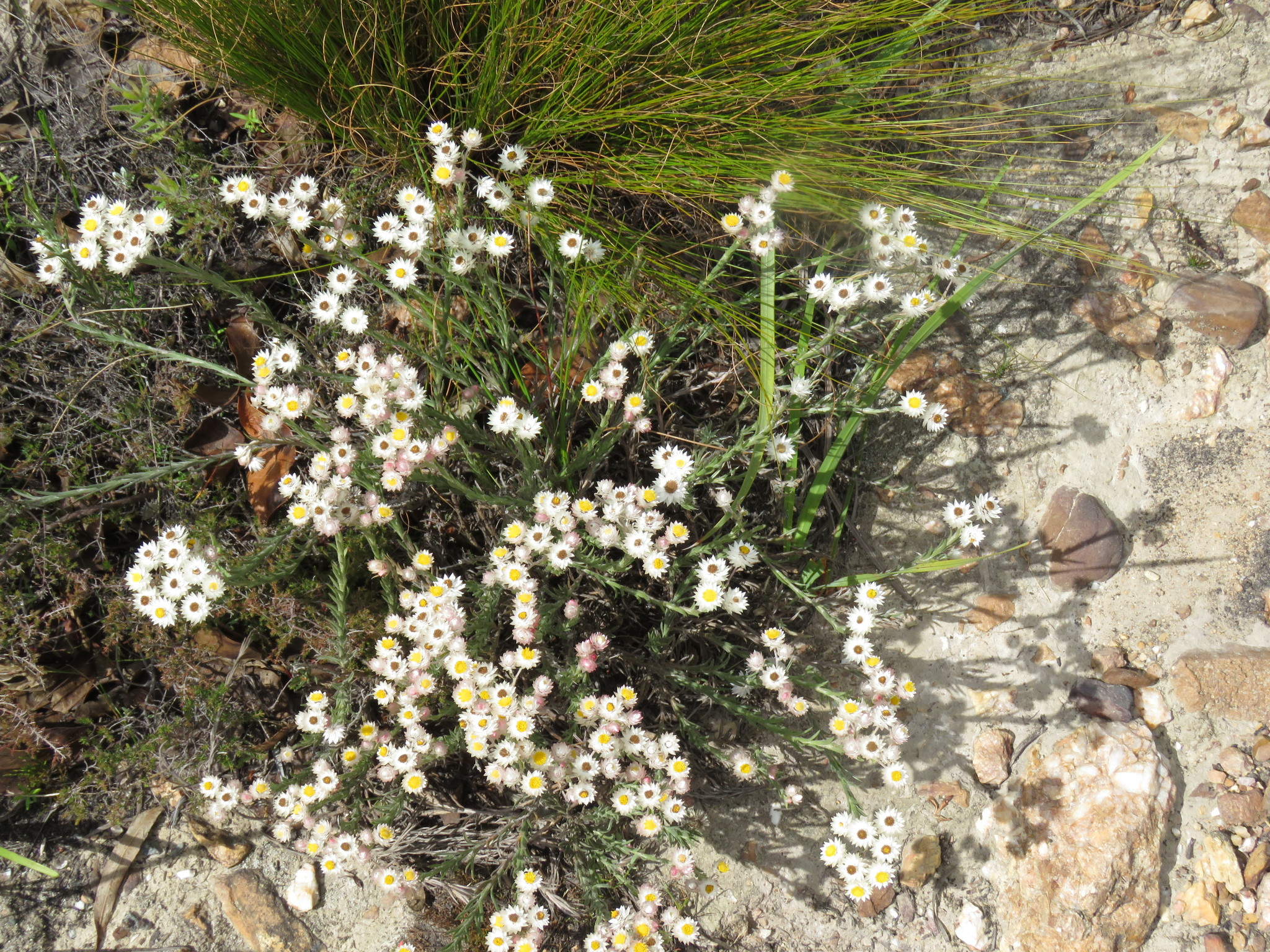
Il portamento
Achyranthemum paniculatum

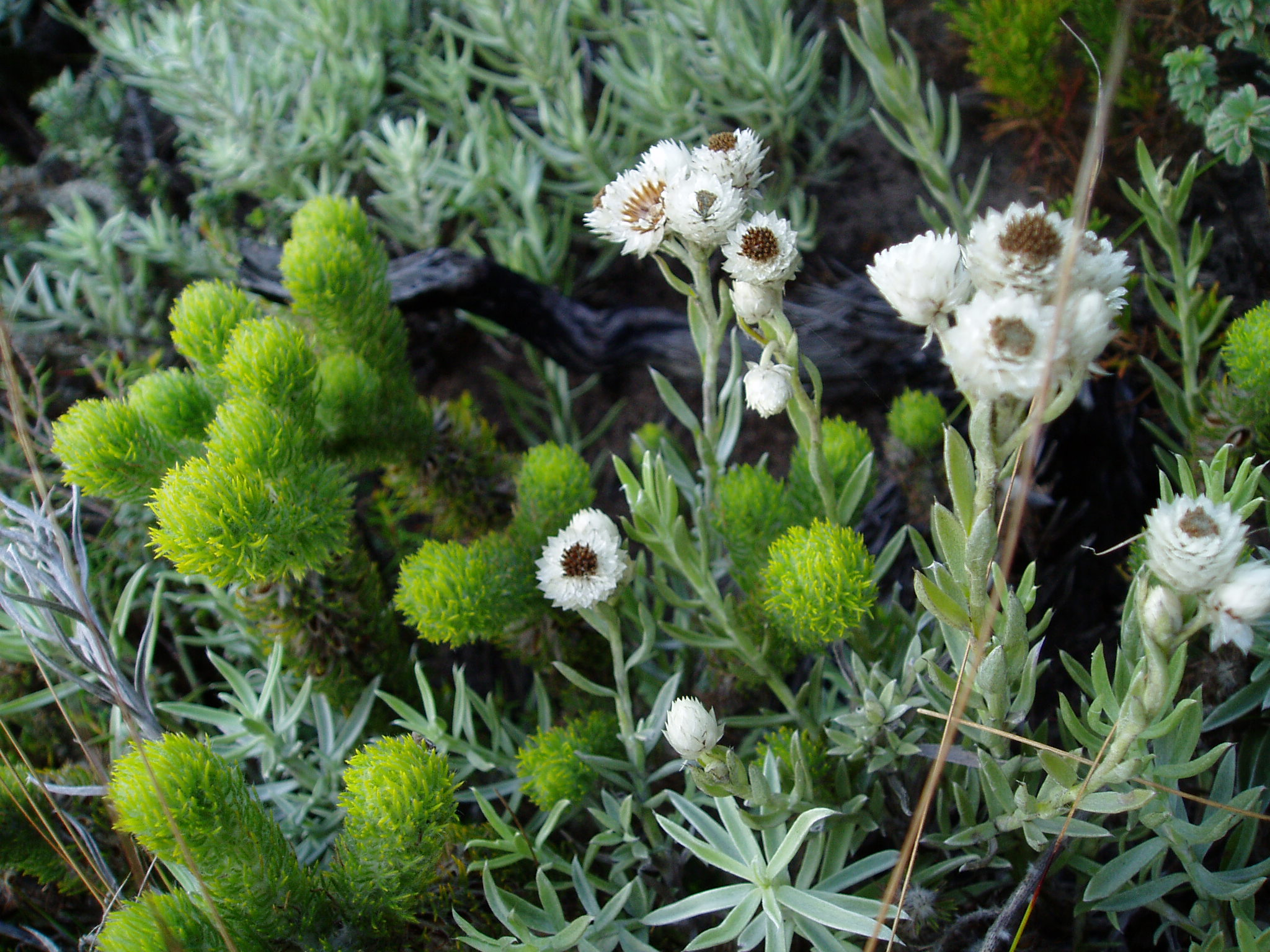
Le foglie
Achyranthemum paniculatum

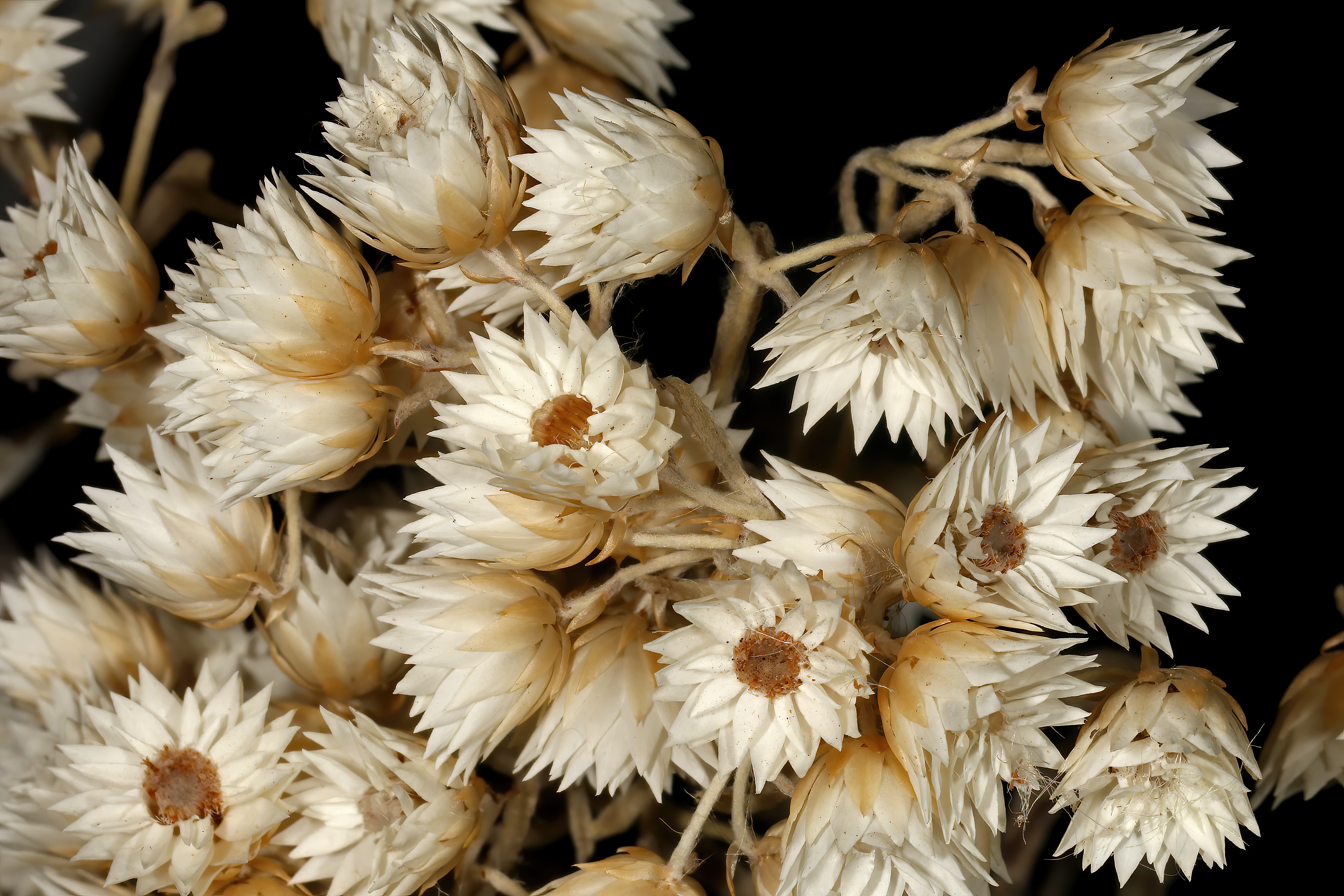
Infiorescenza
Achyranthemum paniculatum

Portamento. Le specie di questo gruppo hanno un habitus di tipo sub-arbustivo aromatico. I cauli di queste piante sono provvisti del floema, ma non di canali resiniferi; mentre i sesquiterpeni lattoni sono normalmente assenti (piante senza lattice).
Fusto. La parte aerea in genere è eretta, semplice o scarsamente ramosa. In basso è legnosa. Altezza massima: 1,2 metri.
Foglie. Le foglie sono disposte in modo alternato e sono più o meno sessili (e/o decorrenti). La lamina è intera e piatta con forme da lineari a oblanceolate; i margini sono continui a volte involuti. La superficie è tomentosa (peli grigio-bianchi) su entrambe le superfici. Dimensioni delle foglie: lunghezza 8 - 35 mm; larghezza 0,8 - 3 mm.
Infiorescenza. Le sinflorescenze sono composte da 3 - 12 capolini raccolti in formazioni corimbose (sferiche o cilindriche). Le infiorescenze vere e proprie sono formate da un capolino terminale peduncolato (lunghezza del peduncolo: 2 - 60 mm) discoide e omogamo sotteso da una foglia bratteale. I capolini sono formati da un involucro, con forme da cilindriche a campanulate, composto da 40 - 120 brattee, al cui interno un ricettacolo fa da base ai fiori. Le brattee, glabre o pelose a consistenza cartacea lucido-biancastra, sono disposte in modo più o meno embricato su 6 - 9 serie e possono essere connate alla base (strati di stereoma indiviso);  talora possono avere un margine ialino. Il ricettacolo è senza pagliette a protezione della base dei fiori (raramente quest'ultime sono presenti); la forma è convessa o piatta. Dimensioni delle sinflorescenze: 7 - 18 x 4 - 18 mm.
Fiori.  I fiori (da 40 a 90 per capolino) sono tetra-ciclici (formati cioè da 4 verticilli: calice – corolla – androceo – gineceo) e pentameri (calice e corolla formati da 5 elementi). Sono inoltre tubulosi, attinomorfi e si distinguono in:
- fiori del disco esterni: sono femminili e filiformi;
- fiori del disco centrali: sono ermafroditi e tubulosi (talvolta sono funzionalmente maschili).

In questo gruppo di piante i fiori radiati (ligulati o del raggio) sono assenti; a volte sono confusi con i fiori femminili (tubulosi) del disco esterno più o meno sub-zigomorfi con un lembo piatto e possono essere interpretati come fiori del raggio.
- Formula fiorale:

*/x K {\displaystyle \infty }, [C (5), A (5)], G 2 (infero), achenio
- Calice: i sepali del calice sono ridotti ad una coroncina di squame.

- Corolla: la forma della corolla normalmente è tubolare con 5 lobi (raramente 4); i lobi hanno una forma deltata o più o meno lanceolata. I colori della corolla sono giallo e bianco.

- Androceo: l'androceo è formato da 5 stami sorretti da filamenti generalmente liberi; gli stami sono connati e formano un manicotto circondante lo stilo; le teche (produttrici del polline) sono prive di sperone, ma hanno la coda (una sola); le appendici apicali delle antere hanno delle forme da ovate a lineari e piatte; il tessuto endoteciale (rivestimento interno dell'antera) è quasi sempre polarizzato (con due superfici distinte: una verso l'esterno e una verso l'interno). Il polline è di tipo echinato (con punte sporgenti) a forma sferica è formato inoltre da due strati di ectesine, mentre lo strato basale è spesso e regolarmente perforato (tipo “gnafaloide”).[6]

- Gineceo: l'ovario è infero uniloculare formato da 2 carpelli. Lo stilo (il recettore del polline) è intero o biforcato con due stigmi nella parte apicale. Gli stigmi hanno una forma variabile da subtroncata a ottusa; possono essere ricoperti da minute papille o avere dei penicilli apicali. Le superfici stigmatiche sono separate.[6]

Frutti. I frutti sono degli acheni con pappo. Gli acheni sono piccoli a forma variabile cilindrica e bruno-rossastre; la superficie può essere ricoperta da doppi tricomi; il pericarpo può essere percorso longitudinalmente da alcuni fasci vascolari. Il pappo è formato da setole capillari (piumose o barbate) connate in un anello basale.

## Biologia
Impollinazione: tramite insetti (impollinazione entomogama tramite farfalle diurne e notturne).

Riproduzione: la fecondazione avviene fondamentalmente tramite l'impollinazione dei fiori.

Dispersione: i semi cadono a terra e vengono dispersi soprattutto da insetti come formiche (disseminazione mirmecoria). Un altro tipo di dispersione è zoocoria: gli uncini delle brattee dell'involucro (se presenti) si agganciano ai peli degli animali di passaggio che portano così i semi anche su lunghe distanze. Inoltre per merito del pappo il vento può trasportare i semi anche per alcuni chilometri (disseminazione anemocora).

## Distribuzione e habitat
Le specie di questo genere sono distribuite in Sudafrica.

## Sistematica
La famiglia di appartenenza di questa voce (Asteraceae o Compositae, nomen conservandum) probabilmente originaria del Sud America, è la più numerosa del mondo vegetale, comprende oltre 23.000 specie distribuite su 1.535 generi, oppure 22.750 specie e 1.530 generi secondo altre fonti (una delle checklist più aggiornata elenca fino a 1.679 generi). La famiglia attualmente (2021) è divisa in 16 sottofamiglie; la sottofamiglia Asteroideae è una di queste e rappresenta l'evoluzione più recente di tutta la famiglia.

### Filogenesi
Il genere di questa voce è descritto nella tribù Gnaphalieae, una delle 21 tribù della sottofamiglia Asteroideae. Da un punto di vista filogenetico, la tribù Gnaphalieae fa parte del supergruppo (o sottofamiglia) "Asteroideae grade"; l'altro è il supergruppo "Non-Asteroideae" contenente il resto delle sottofamiglie delle Asteraceae. All'interno del supergruppo è vicina alle tribù Senecioneae, Calenduleae, Astereae e Anthemideae.
La sottotribù Gnaphaliinae è caratterizzata da portamenti di vario tipo con specie ginomonoiche e monoiche, da foglie con margini interi, da capolini disciformi omogami o eterogami e raramente radiati (o subradiati), dallo stilo con rami troncati e superfici stigmatiche separate apicalmente, da acheni glabri o con tricomi allungati e pappo ridotto. La sottotribù è divisa provvisoriamente in diversi cladi (Metalasia, Ifloga, Stoebe, Hap, Flag, Lasiopogon e Australasian); il genere  Achyranthemum appartiene al gruppo definito "Gnaphaliinae stricto sensu", quello più vicino (da un punto di vista filogenetico) al "genere tipo" Gnaphalim.
I caratteri distintivi del genere  Achyranthemum sono:
- i capolini sono più grandi e sono del tipo omogamo;
- l'intera lamina delle brattee involucrali è opaca e colorata.

### Elenco delle specie
Questo genere ha 7 specie:
- Achyranthemum affine (Less.) N.G.Bergh
- Achyranthemum argenteum  (Thunb.) N.G.Bergh
- Achyranthemum mucronatum  (P.J.Bergius) N.G.Bergh
- Achyranthemum paniculatum  (L.) N.G.Bergh
- Achyranthemum recurvatum  (L.f.) N.G.Bergh
- Achyranthemum sordescens  (DC.) N.G.Bergh
- Achyranthemum striatum  (Thunb.) N.G.Bergh